# Eremophilus mutisii
Eremophilus mutisii е вид лъчеперка от семейство Trichomycteridae, единствен представител на род Eremophilus.

## Разпространение
Видът е разпространен в Колумбия.